# 第8回オースティン映画批評家協会賞
8th AFCA Awards

作品賞: 

 ゼロ・ダーク・サーティ 
第8回オースティン映画批評家協会賞は、オースティン映画批評家協会が2012年の映画に贈る賞である。2012年12月18日に受賞結果が発表された。

## トップ10作品
1. 『ゼロ・ダーク・サーティ』
2. 『アルゴ』
3. 『ムーンライズ・キングダム』
4. 『ジャンゴ 繋がれざる者』
5. 『クラウド アトラス』
6. 『ホーリー・モーターズ』
7. 『ハッシュパピー 〜バスタブ島の少女〜』
8. 『ザ・マスター』
9. 『世界にひとつのプレイブック』
10. 『LOOPER/ルーパー』

## 受賞
- 作品賞:
  - 『ゼロ・ダーク・サーティ』
- 監督賞:
  - ポール・トーマス・アンダーソン - 『ザ・マスター』
- 主演男優賞:
  - ホアキン・フェニックス - 『ザ・マスター』
- 主演女優賞:
  - ジェニファー・ローレンス - 『世界にひとつのプレイブック』
- 助演男優賞:
  - クリストフ・ヴァルツ - 『ジャンゴ 繋がれざる者』
- 助演女優賞:
  - アン・ハサウェイ - 『レ・ミゼラブル』
- オリジナル脚本賞:
  - 『LOOPER/ルーパー』 - ライアン・ジョンソン
- 脚色賞:
  - 『アルゴ』 - クリス・テリオ
- 撮影賞:
  - 『ザ・マスター』 - ミハイ・マライメア・Jr
- 作曲賞:
  - 『クラウド アトラス』 - ジョニー・クリメック、ラインホルト・ハイル、トム・ティクヴァ
- 外国語映画賞:
  - 『ホーリー・モーターズ』 •  フランス
- ドキュメンタリー映画賞:
  - The Imposter
- アニメ映画賞:
  - 『シュガー・ラッシュ』
- 第一回作品賞:
  - ベン・ザイトリン - 『ハッシュパピー 〜バスタブ島の少女〜』
- ブレイクスルー・アーティスト賞:
  - クヮヴェンジャネ・ウォレス - 『ハッシュパピー 〜バスタブ島の少女〜』
- オースティン映画賞:
  - 『バーニー/みんなが愛した殺人者』 - リチャード・リンクレイター
- 特別名誉賞:
  - マシュー・マコノヒーの今年の出演作4本での特注すべき活動に対して - 『バーニー/みんなが愛した殺人者』、『キラー・スナイパー』、『マジック・マイク』、『ペーパーボーイ 真夏の引力』